# Amtsgericht Wennigsen (Deister)
Das Amtsgericht Wennigsen (Deister) ist eines von sechs Amtsgerichten im Bezirk des Landgerichts Hannover. Es hat seinen Sitz in Wennigsen (Deister) in Niedersachsen. 

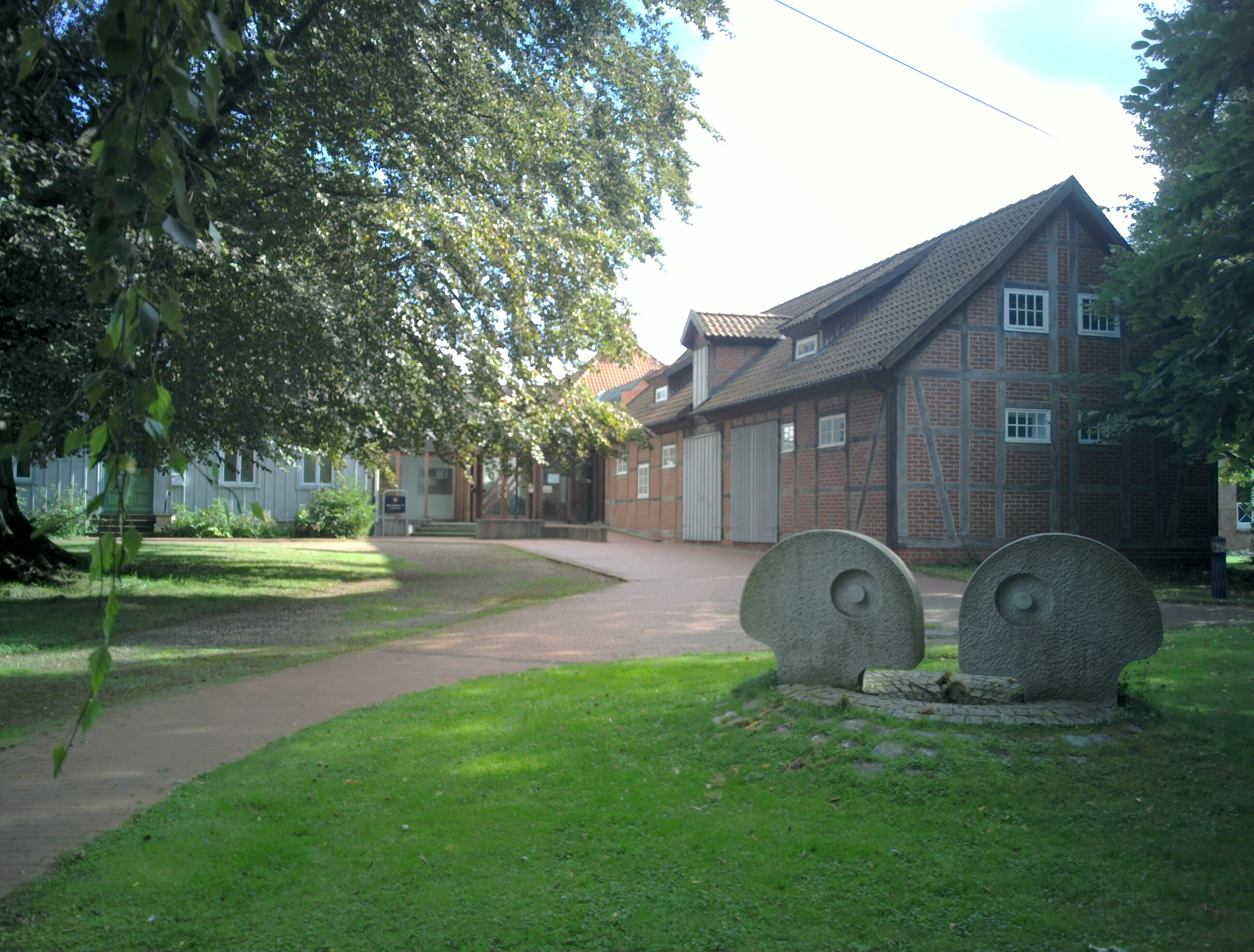
Haupteingang des Amtsgerichts

## Zuständigkeiten
Zuständig ist das Amtsgericht Wennigsen für die Städte Barsinghausen, Gehrden und Ronnenberg sowie für die Gemeinde Wennigsen (Deister) und somit für etwa 90.000 Gerichtseingesessene im südwestlichen Umland von Hannover. Ihm ist das Landgericht Hannover übergeordnet. Zuständiges Oberlandesgericht ist das Oberlandesgericht Celle.

## Ausstattung und Leitung
Das Amtsgericht beschäftigt 54 Mitarbeiter. Sechseinhalb Richterstellen entfallen auf das Gericht. Zehn Mitarbeiter sind als Rechtspfleger, fünf als Wachtmeister und vier als Gerichtsvollzieher tätig (August 2012). Im Jahr 2011 wurden 2451 Fälle behandelt.

## Geschichte
Durch eine Königlich Hannoversche Verordnung vom 28. Oktober 1817 wurde das Amt Calenberg aufgeteilt in die Ämter Calenberg und Wennigsen. Wennigsen erhielt ein eigenes Gericht für Zivilsachen und Freiwillige Gerichtsbarkeit, Strafsachen wurden vorerst weiterhin in Calenberg verhandelt. Mit dem am 1. Oktober 1852 in Kraft getretenen hannoverschen Gerichtsverfassungsgesetz vom 8. November 1850 wurde das Amtsgericht Wennigsen eingerichtet und dem Obergericht Hannover nachgeordnet.

## Gebäude

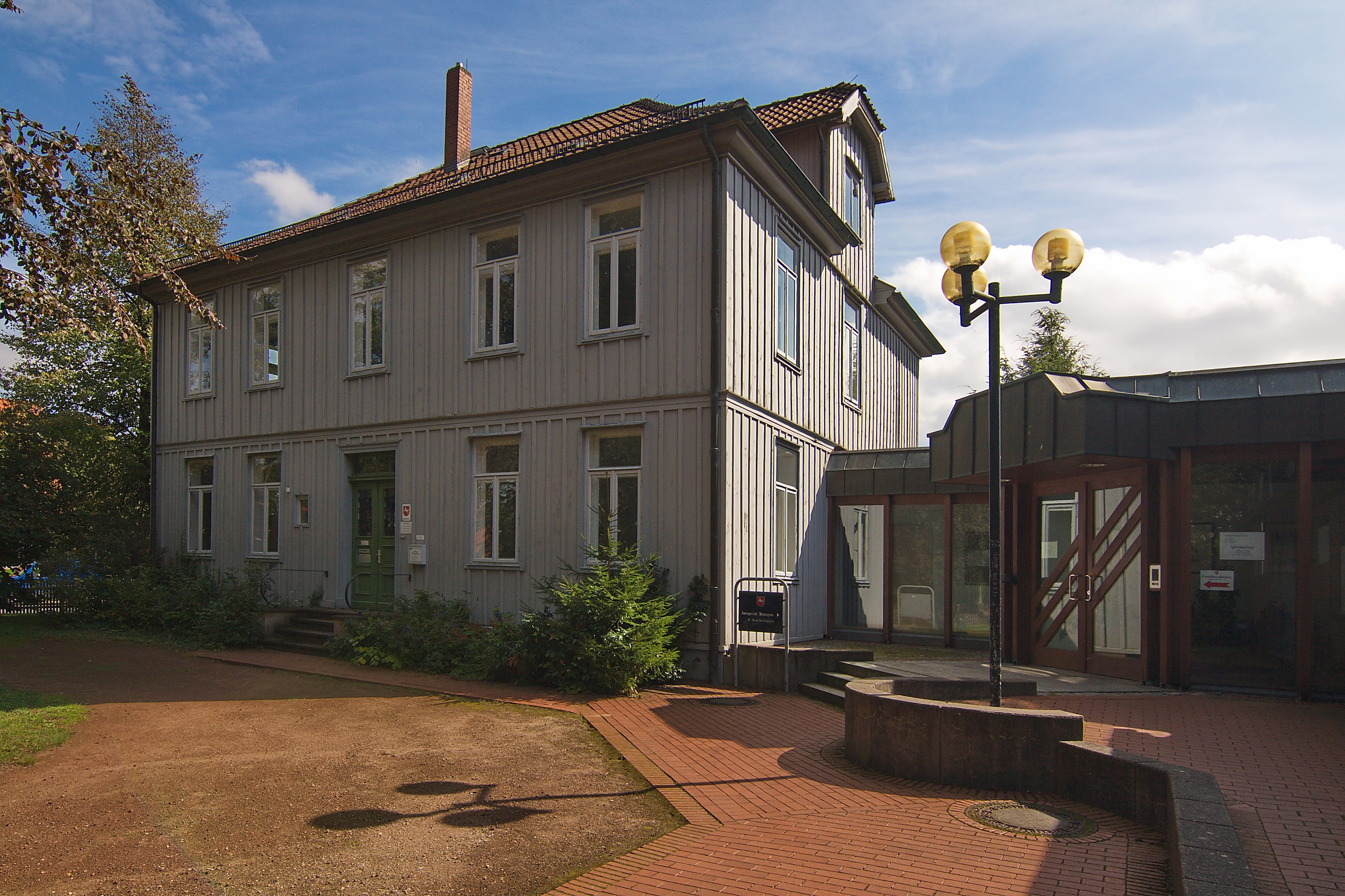
Villa Krogmann

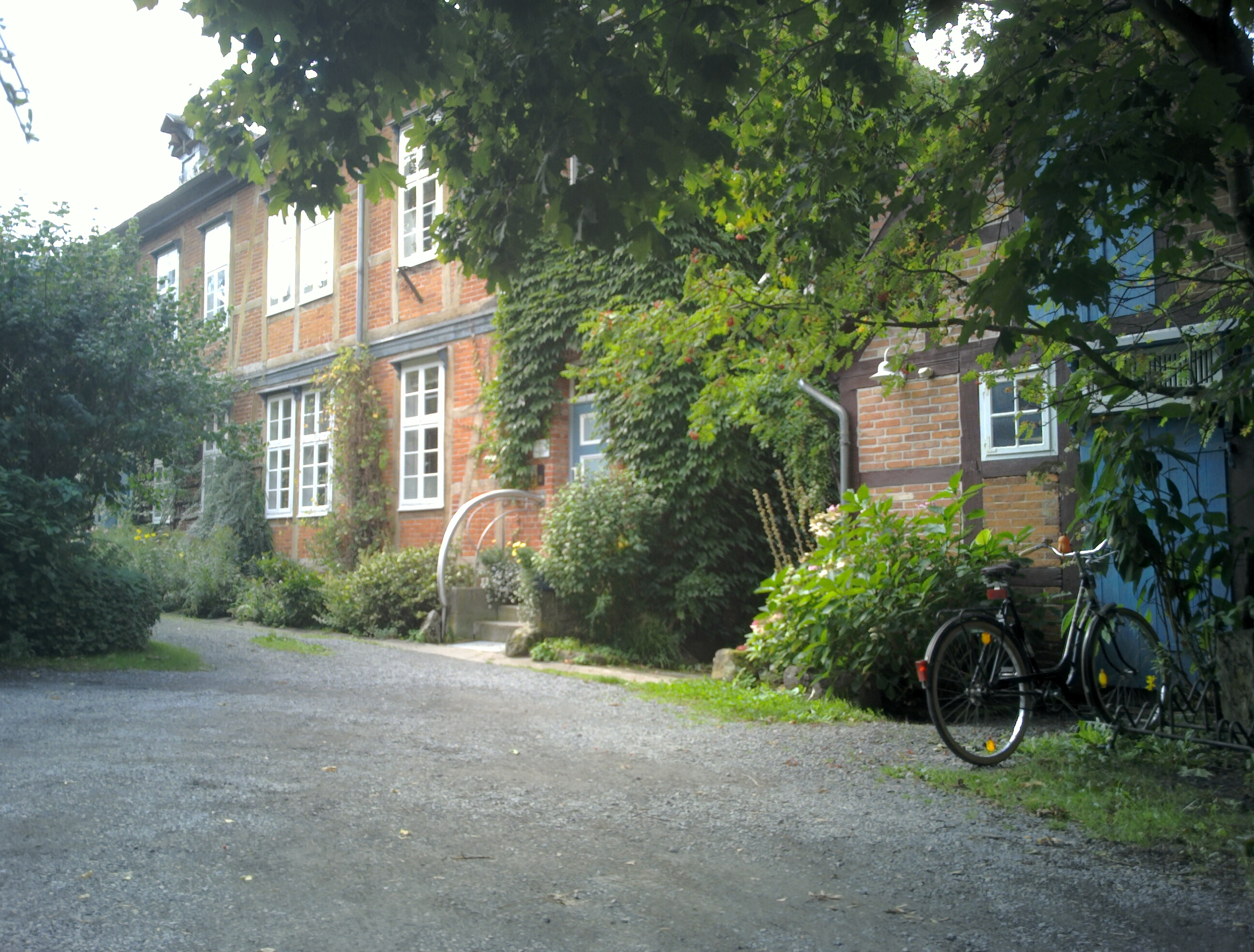
Ehemaliges Amtsgericht

Das Amtsgerichtsgebäude befindet sich heute in der Hülsebrinkstraße 1. Zu den heute vom Amtsgericht genutzten Gebäuden gehören zwei Baudenkmale. Dies sind die ehemalige Villa Krogmann sowie ein Teil eines ehemaligen Wirtschaftsgebäudes.

### Villa Krogmann
Die Villa Krogmann ist ein zweigeschossiger Fachwerkbau mit vertikaler Verbretterung. An der Ostseite angebaut ein quadratischer Turm mit Welscher Haube. Im 18. Jahrhundert bildete das Gebäude den südwestlichen Eckpunkt der Ortsgrenze.

### Ehemaliges Amtsgericht
Das ehemalige Gebäude des Amtsgerichts in der Hauptstraße 39 befindet sich heute in Privatbesitz und wird als Wohnhaus genutzt. Es ist ebenfalls als Baudenkmal klassifiziert.